# 丁忠
丁 忠（てい ちゅう、生没年不詳）は、中国三国時代の呉の政治家。

## 生涯
宝鼎元年（266年）正月、孫晧は前年に亡くなった西晋の司馬昭を弔うために、五官中郎将の丁忠と、大鴻臚の張儼を遣わした。張儼は帰還の途中に亡くなった。
丁忠は呉に戻ると、孫晧に「北方には防戦の備えがありませんから、弋陽は不意を打って攻撃すれば、手に入れることができます」と説きつけた。孫晧は、この建議について群臣たちの意見を求めた。
鎮西大将軍の陸凱は、「そもそも兵器と申すものは已むを得ざるときにだけ用いるのでございます。それに三国が鼎立して以来、互いに侵入討伐を繰り返して、1年として安らかな年はございませんでした。今、強敵たる魏は、新たに巴蜀の地を併合しましたが、国土を大きくしたという実質をもちながらも、死者を遣わせてよしみを求め、兵役を止めたいと願ってまいりました。これを、わが国に助けを求めてきたのだなと考えてはなりません。ただ今、敵方の形勢が最も力にあふれておるときにあたりますのに、まぐれ当たりでその敵から勝利を得ようなどとする計画に、なんの利益があるか分かりかねます」と言った。
車騎将軍の劉纂は、「天が木・火・土・金・水の五つの素材を生み出された以上、人間はそのすべてを活用するべきであって、兵器をなくすことなど誰にもできぬことであります。また詐術によって相手に打ち勝とうとするのも、古くよりその例のあるところです。もし敵にその隙があるのであれば、どうして見逃してよいものでしょう。間謀を遣わして敵の情勢を窺わせられるべきであります」と言った。
孫晧は心中では劉纂の意見を取り上げたいと思ったが、蜀が平定されたばかりであるのですぐに実行しないまま、沙汰止みとなった。
また、丁忠が西晋より帰還すると、孫晧は盛大な宴会を催したが、王蕃は酔った振りをしているとして怒り、側近に王蕃の処刑を命じた。衛将軍の滕牧と征西将軍の留平は取り成したが聞き入れられず、結局王蕃は処刑された。
これ以後、丁忠の記述はない。